# Menchaca (Herrera)
Menchaca es un corregimiento del distrito de Ocú en la provincia de Herrera, República de Panamá. La población tiene 1.517 habitantes (2010).